# Lucky Boy
Lucky Boy (werktitel: The Ghetto) is een Amerikaanse muziekfilm uit 1929 en was het regiedebuut van Norman Taurog.

## Verhaal
Een jonge Jood werkt in de juwelierszaak van zijn vader. Hij wil eigenlijk liever een artiest worden, maar hij weet dat zijn vader die beroepskeuze nooit zal goedkeuren. Hij wil een eigen nummer brengen in een theater, zodat hij zijn vader kan laten zien dat hij een succes kan worden. Zijn plan loopt helemaal zoals hij het zich had ingebeeld.

## Rolverdeling
| Acteur             | Personage      |
| ------------------ | -------------- |
| George Jessel      | Georgie Jessel |
| Gwen Lee           | Mevrouw Ellis  |
| Richard Tucker     | Mijnheer Ellis |
| Gayne Whitman      | Mijnheer Trent |
| Margaret Quimby    | Eleanor        |
| Rosa Rosanova      | Mama Jessel    |
| William H. Strauss | Papa Jessel    |
| Mary Doran         | Becky          |